# Красноголовець Олександр Сергійович
Олекса́ндр Сергі́йович Красноголо́вець (1951, с. Галіївка, Чуднівський р-н, Житомирська обл., Україна) — український скульптор, художник та педагог. Доцент кафедри Образотворчого мистецтва Українського державного університету ім. М. П. Драгоманова.
Автор навчального посібника «Основи скульптури», рекомендованого МОН України (в-во «Знання», Київ, 2008).   

## Біографія
Народився 1951 року в селі Галіївка (Житомирська область). У 1978 році закінчив Київський художній інститут (нині — Національна академія образотворчого мистецтва і архітектури). Навчався в майстернях видатних майстрів скульптури, професорів: І. П. Шаповала, І. В. Макогона, М. К. Вронського, В. А. Чепелика та інших.
Розпочав педагогічну діяльність у 1978 році з посади викладача мистецтва скульптури у Вижницькому училищі прикладного мистецтва (Чернівецька обл.). У 1979—1986 рр. — викладач Республіканської художньої середньої школи (ДХСШ ім. Т. Г. Шевченка). Від 1994 року викладач Українського державного університету ім. М. П. Драгоманова (НПУ ім. М. П. Драгоманова). Від 2003 року — доцент кафедри образотворчого мистецтва.
Автор монументальних та станкових, історичних та сакральних скульптурних творів, пам'ятників, пам'ятних медалей, скульптурних портретів та постатей в круглій скульптурі та рельєфі. Від 1987 — активний учасник групових та індивідуальних художніх виставок. Твори Красноголовця вирізняються внутрішньою експресією, імпресіоністською манерою виконання, витонченою пластикою та тонким моделюванням форми, тяжінням до психологізму та загостреності емоцій. Працює з такими матеріалами, як бронза, метал, камінь, кераміка, гіпс, глина та штучні матеріали. Роботи Олександра Красноголовця знаходяться у міському просторі, у важливих колекціях державних інституцій та музеїв, а також у приватних колекціях України, Польщі, Іспанії та Південної Кореї.

## Твори

### Монументальні проєкти
- Монументальне панно «Історія друкарства» (вул. Грушецька 13, м. Київ, 1994).
- Монументальний портрет М. П. Драгоманова — встановлений у Києві у 2002 р. перед головним корпусом УДУ ім. М. П. Драгоманова, біля станції Київського метрополітену «Університет».
- Монумент «Берегиня», 2004 р., бронза, граніт, декоративний бетон, вис. 5 м, смт Забір'я, Києво-Святошинський район, Київська область.
- Серія барельєфних портретів найвидатніших педагогів України та Європи — Яна Амоса Коменського, Йогана Генріха Песталоцці, Жана-Жака Руссо, Костянтина Дмитровича Ушинського, Миколи Івановича Пирогова, Антона Семеновича Макаренка, Василя Олександровича Сухомлинського (Київ, музей УДУ ім. Драгоманова, 2008).
- Реконструкція барельєфів для саркофага в Манявському Скиті (Івано-Франківська обл., 2006);
- Пам'ятник воїнам-патріотам — «Тим, хто виконав обов'язок, зберігши честь і гідність», 2014 (вул. Архипенка 7/5, м. Київ).
- Пам'ятний знак, погруддя Герою України, учаснику війни на сході України, Міхнюку Олегу, 2018 (смт Мала Дівиця, Чергнігівська обл.).
- Копія-репліка фундаментної плити князя Барніма XI (Замок поморських князів у м. Дарлово, Польща, 2022).

Красноголовець Олександр. Монументальний портрет М.П. Драгоманова (встановлений у Києві в 2002 р. перед головним корпусом УДУ ім. М. П. Драгоманова.
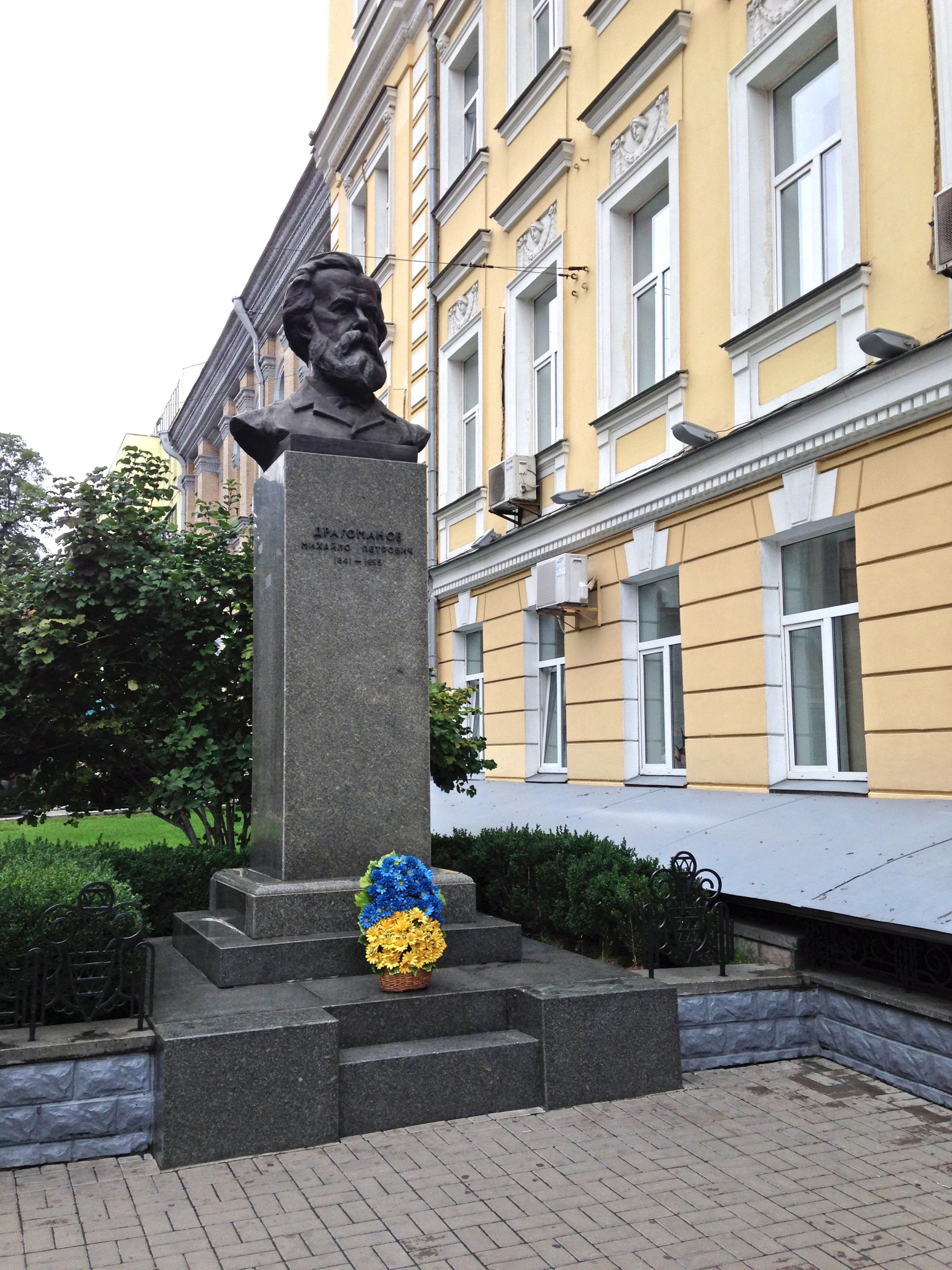
Красноголовець Олександр. Монументальний портрет М.П. Драгоманова (встановлений у Києві в 2002 р. перед головним корпусом УДУ ім. М. П. Драгоманова.

### Індивідуальні виставки
- 2016 — персональна виставка «Колаж в скульптурі», Галерея СКЛО, Київ.
- 2011 — персональна виставка творів скульптури, Музей Гетьманства, Київ.

### Книги
Навчальний посібник «Основи скульптури», рекомендований Міністерством освіти і науки України (видавництво «Знання», Київ, 2008).

## Відзнаки та нагороди
- 2006 — Грамота МОН України
- 2010 — Медаль «До 175-річчя НПУ ім. М. П. Драгоманова»
- 2011 — Почесна грамота від ректора НПУ ім. М. П. Драгоманова